# Shimano Racing Team/Saison 2016
Dieser Artikel listet Erfolge und Fahrer des Radsportteams Shimano Racing Team in der Saison 2016 auf.

## Abgänge – Zugänge
| Zugänge         | Team 2015 | Abgänge       | Team 2016 |
| --------------- | --------- | ------------- | --------- |
| Kakeru Mizutami |           | Darren Low    | Unbekannt |
| Yuri Kobashi    |           | Masato Izutsu | Unbekannt |
| Takuma Akita    |           |               |           |
| Ryo Minato      | Team Ukyo |               |           |

## Mannschaft
| Name             | Geburtstag         | Nationalität |
| ---------------- | ------------------ | ------------ |
| Yuya Akimaru     | 1. Juni 1991       | Japan        |
| Takuma Akita     | 1. Januar 1994     | Japan        |
| Shōtarō Iribe    | 1. August 1989     | Japan        |
| Keisuke Kimura   | 15. Dezember 1991  | Japan        |
| Yuri Kobashi     | 28. September 1994 | Japan        |
| Takahiro Koyama  | 28. November 1996  | Japan        |
| Ryo Minato       | 12. April 1992     | Japan        |
| Kakeru Mizutami  | 2. Februar 1997    | Japan        |
| Hiroki Nishimura | 20. Oktober 1994   | Japan        |
| Kōta Yokoyama    | 20. August 1995    | Japan        |